# Lithos (journal)
Lithos est une revue scientifique à comité de lecture qui publie des articles de recherche dans les domaines de la minéralogie et de la géochimie.
D'après le Journal Citation Reports, le facteur d'impact de ce journal était de 3,913 en 2018. Actuellement, la direction de publication est assurée par G. Nelson Eby, Andrew Kerr et Marco Scambelluri.